# UNI CEI EN 16212:2012
La norma UNI CEI EN 16212:2012 è la norma relativa al "Calcoli dei risparmi e dell'efficienza energetica - Metodi top-down (discendente) e bottom-up (ascendente)".

## Descrizione
La norma ha lo scopo di fornire un approccio generale per i calcoli dei risparmi e dell'efficienza energetica utilizzando metodologie standard. L'impostazione della norma permette l'applicazione ai risparmi energetici negli edifici, nelle automobili, nei processi industriali, ecc. Il suo campo d'applicazione è il consumo energetico in tutti gli usi finali, mentre non indaga sulla fornitura di energia considerata. Per quanto riguarda le forme di energia rinnovabile “a valle del contatore” (come l'energia termica proveniente da pannelli solari) queste riducono l'energia in ingresso al sistema perciò possono essere prese in considerazione nel calcolo dei risparmi energetici. La norma ha il doppio scopo di  essere utilizzata sia per valutazioni ex-post di risparmi già realizzati sia per valutazioni ex-ante di risparmi attesi.